# David Rosenhan
David L. Rosenhan (* 2. November 1929 in Jersey City, Hudson County, New Jersey; † 6. Februar 2012 in Palo Alto, Santa Clara County, Kalifornien) war ein US-amerikanischer Psychologe.

## Leben
Er hat 1951 an der Yeshiva University den Bachelorabschluss und 1953 an der Columbia University den Masterabschluss erhalten. 1958 promovierte er ebenda in Psychologie. Nach Professuren am Swarthmore College, der Princeton University und am Haverford College gehörte er ab 1970 dem Lehrkörper der Stanford University an. Er starb am 6. Februar 2012 im Alter von 82 Jahren im Stanford University Hospital.

## Wirken
Er war vor allem für das Rosenhan-Experiment bekannt, bei dem sich psychisch gesunde Menschen aus freien Stücken in die geschlossene Psychiatrie begaben, um herauszufinden, ob und wie sie als gesund erkannt werden würden. Er hat auch ein umgekehrtes Experiment durchgeführt, bei dem der Klinik gesagt wurde, es würden sich Gesunde anmelden, obwohl dies nicht zutraf.
Seit 2019 wird allerdings bezweifelt, ob Rosenhan das nach ihm benannte Experiment tatsächlich wie geschildert durchgeführt hat.